# Tótvárad község
Tótvárad község (románul: Comuna Vărădia de Mureș) község Arad megyében, Romániában. Központja Tótvárad, beosztott falvai Alsóköves, Farkasháza, Gyulatő, Kisbaja, Szarvaság.

## Népessége
A 2011-es népszámlálás adatai alapján a község népessége 1755 fő volt.